# Et år med Henry
Et år med Henry er en dansk portrætfilm fra 1969 med instruktion og manuskript af Jens Jørgen Thorsen.

## Handling
Kunstneren Henry Heerups have i Rødovre er samtidig hans atelier. Her maler han om sommeren, hugger skulpturer om vinteren. Haven består af fugle, labyrinter af skrammel til skraldemodeller, billeder til blegning, skure, ukrudt, soltørrede lænestole, monumenter, huggepladser og af og til: børn og gæster. I stedet for blomster: tusinder af skulpturer, en botanisk have af skraldebøtter, sokler, pinde og gadefliser. Her laver Heerup kaffe, synger, betragter - og spiller fløjte. Her fortæller han og rigger sin cykel til, til turene efter fundne og stjålne sten. Her siver efteråret gennem gamle fotografier og rustne cykelhjul, og sommeren tørrer endnu en gang de store lænestole.
Med haven som udgangspunkt rejser seerne med Heerup (på cykel) til Bellevue, til barndommens kvarter på Nørrebro. I filmen er handlingen årets gang i denne underfulde verden - ikke kronologisk gengivet fra årstid til årstid, men under eet, som et tidsforløb, der gentager sig, som en hel harmonisk rytme svarende til Heerups egen - med hans improviserede kommentarer til vejr og vind og kunst og liv som en underliggende ledsagestemme, der giver portrættet liv og dybde.